# Jochen Koenigsmann

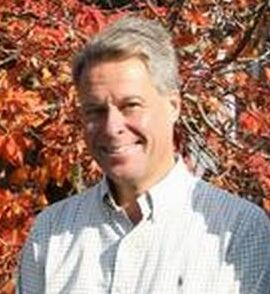
Jochen Koenigsmann (2014)

Jochen Koenigsmann ist ein deutscher Mathematiker.

## Leben
Jochen Koenigsmann wurde 1993 bei Alexander Prestel an der Universität Konstanz promoviert (Half-ordered fields). Er war nach der Habilitation in Konstanz Privatdozent in Konstanz und an der Universität Freiburg. In Freiburg war er 2002 bis 2008 Mitgründer und Fellow der Graduiertenschule für Mathematische Logik und deren Anwendungen, gefördert durch die Deutsche Forschungsgemeinschaft.
Seit 2007 ist er University Lecturer an der Universität Oxford, wo er Tutorial Fellow in Lady Margaret Hall ist. Er lehrte auch in Ulm und Philadelphia und war am Max-Planck-Institut für Mathematik in Bonn. Außerdem war er Gastwissenschaftler in Cambridge, Paris, Rennes, Lille, Kopenhagen, Heidelberg, Tel Aviv, Jerusalem, Novosibirsk, Kyoto, Campinas, Rio de Janeiro, Saskatoon, Berkeley und Princeton.
Jochen Koenigsmann befasst sich mit Modelltheorie, Arithmetik von Körpern, Zahlentheorie (speziell Unentscheidbarkeit in der Zahlentheorie), Galoistheorie (absolute Galoisgruppe, inverse Galoistheorie), Hilberts 10. Problem, Bewertungstheorie, profiniten Gruppen und anabelscher Geometrie.
2016 bewies er, dass die ganzen Zahlen {\displaystyle \mathbb {Z} } universal über den rationalen Zahlen {\displaystyle \mathbb {Q} } definierbar sind. Das ist ein Schritt hin zur Lösung des zehnten Hilbertproblems über den rationalen Zahlen. Er bewies genauer, dass es eine natürliche Zahl {\displaystyle n} und ein Polynom {\displaystyle g\in \mathbb {Z} (t,x_{1},\ldots ,x_{n})} gibt, so dass für alle {\displaystyle t\in \mathbb {Q} }:
{\displaystyle t\in \mathbb {Z} } genau dann falls {\displaystyle \forall x_{1}\cdots \forall x_{n}\in \mathbb {Q} :\,g(t,x_{1},\ldots ,x_{n})\neq 0}
Das Komplement von {\displaystyle \mathbb {Z} } in {\displaystyle \mathbb {Q} } ist also diophantisch (ist eine diophantische Menge) in {\displaystyle \mathbb {Q} }.
In seiner Arbeit brachte Koenigsmann auch Argumente, dass {\displaystyle \mathbb {Z} } keine diophantische Menge in {\displaystyle \mathbb {Q} } ist, also nicht existentiell über Q definiert werden kann.
2018 war er eingeladener Sprecher auf dem ICM in Rio de Janeiro. Er war Stipendiat der Studienstiftung des deutschen Volkes, Heisenberg-Stipendiat der DFG und erhielt den Dornier-Forschungspreis.

## Schriften (Auswahl)
- Defining Z in Q, Annals of Mathematics, Band 183, 2016, S. 73–93, Arxiv
- On the 'Section Conjecture' in anabelian geometry, Journal für die reine und angewandte Mathematik (Crelles Journal), Band 588, 2005, S. 221–235, Arxiv
- Solvable absolute Galois groups are metabelian, Inventiones mathematicae, Band 144, 2001, S. 1–22
- From p-rigid elements to valuations (with a Galois-characterization of p-adic fields), Journal für die reine und angewandte Mathematik, Band 465, 1995, S. 165–182
- Undecidability in number theory, Model theory in Algebra, Analysis and Arithmetic, Band 2111, 2014, S. 159–195, Arxiv
- Relatively projective groups as absolute Galois groups, Israel J. Math., Band 127, 2002, S. 93–129, Arxiv
- Elementary characterization of fields by their absolute Galois groups, Sibirian Advances in Mathematics, Band 14, 2004, S. 1–26
- Projective extensions of fields, J. London Math. Soc., Band 73, 2006, S. 639–656
- A Galois codes for valuations, 2004, ps